# Ojo de Agua de Nieto
Ojo de Agua de Nieto är en ort i Mexiko.   Den ligger i kommunen Tarimoro och delstaten Guanajuato, i den centrala delen av landet, 190 km nordväst om huvudstaden Mexico City. Ojo de Agua de Nieto ligger 2 234 meter över havet och antalet invånare är 235.
Terrängen runt Ojo de Agua de Nieto är kuperad. Runt Ojo de Agua de Nieto är det ganska tätbefolkat, med 70 invånare per kvadratkilometer. Närmaste större samhälle är Tarimoro, 6,3 km sydväst om Ojo de Agua de Nieto. I omgivningarna runt Ojo de Agua de Nieto växer huvudsakligen savannskog.